# Kleinlangheim
Kleinlangheim è un comune tedesco di 1 664 abitanti, situato nel land della Baviera.